# Каліборит
Каліборит (рос. калиборит; англ. kaliborite; нім. Kaliborit m) — важливий мінерал бору.
Назва — за складом.

## Загальний опис
Хімічна формула: KMg2[B11O19]•9H2O.
Містить (%): K2О — 7,0; MgO — 12,0; B2O3 — 57,0; H2O — 24,0.
Сингонія моноклінна.
Густина 2,128.
Твердість 4,0-5,5.
Дрібні кристали, часто зростки, іноді масивні агрегати.
Колір безбарвний до білого, також червонувато-коричневий.
Прозорий.
Зустрічається в соляних родовищах як первинний мінерал з галітом і ангідритом.